# Монастырь Святого Карапета (Абракунис)
Монастырь Святого Карапета (арм. Սուրբ Կարապետ) — древний армянский монастырь, находившийся возле реки Алинджа, в селе Абракунис Джульфинского района Нахичеванской Автономной Республики современного Азербайджана. В советские времена монастырь со всеми историко-архитектурными сооружениями был включён в список памятников всесоюзного значения. По данным CHW был полностью разрушен к 7 октября 2001 года, что было запечатлено на спутниковом снимке IKONOS, а на его месте была построена мечеть.

## История
Точное время основания монастыря не известно, но по преданию он был основан в 1280 году. Согласно изданному в 1865 году «Гeогpaфичeско-стaтистичecкому cлoваpю Рoссийcкой Импepии», в монастыре из высшего духовенства жили: епископ и два иеромонаха. Церковь и кельи монастыря были окружены высокой каменной стеной и окопаны глубоким рвом. При монастыре был разбит большой фруктовый сад. Напротив, на другой стороне реки, располагалась другая армяно-католическая церковь. C середины XIV века настоятелем монастыря был вардпет Ованес Воротнеци, прослуживший там до самой смерти.
В 2005 году шотландский исследователь Стивен Сим, побывав в районе, обнаружил, что храм был стёрт с лица земли, а там, где он находился, остался лишь пустырь. В 2013 году на месте древнего армянского храма была построена мечеть.